# Razzie Award al peggior esordiente
Il Razzie Award for Worst New Star è un premio annuale assegnato dai Golden Raspberry Awards al peggior esordiente dell'anno, premio per cui sono nominati attori o attrici alla prima esperienza in campo recitativo. Di seguito sono elencati i vari attori che sono stati nominati, e che hanno vinto in questa categoria. Il premio comprende attori, attrici, coppie, oggetti di scena, e animali. Il premio è stato assegnato dal 1981 al 1998, anno dell'ultima assegnazione del premio, con una pausa nel 1989. Gli unici attori italiani a venire nominati nella categoria sono stati Luciano Pavarotti per Yes, Giorgio (1982), Andrea Occhipinti per Bolero Extasy (1984) e Roberto Benigni per Il figlio della Pantera Rosa (1993).
Durante l'ultima edizione il premio è stato assegnato allo sceneggiatore Joe Eszterhas per il suo breve cameo in Hollywood brucia nel 1998.

## Edizioni

### Anni ottanta
- 1981: Klinton Spilsbury - La leggenda del ranger solitario (The Legend of the Lone Ranger)
  - Gary Coleman - On the Right Track
  - Martin Hewitt - Amore senza fine (Endless Love)
  - Mara Hobel - Mammina cara (Mommie Dearest)
  - Miles O'Keeffe - Tarzan, l'uomo scimmia (Tarzan, the Ape Man)
- 1982: Pia Zadora - Butterfly - Il sapore del peccato (Butterfly)
  - Morgan Fairchild - Chi vuole uccidere Miss Douglas? (The Seduction)
  - Luciano Pavarotti - Yes, Giorgio
  - Aileen Quinn - Annie
  - Mr. T - Rocky III
- 1983: Lou Ferrigno - Hercules
  - Loni Anderson - Stroker Ace
  - Reb Brown - Il mondo di Yor (Il mondo di Yor)
  - I delfini urlanti Cindy e Sandy - Lo squalo 3 (Jaws 3-D)
  - Finola Hughes - Staying Alive
- 1984: Olivia d'Abo - Bolero Extasy (Bolero), Conan il distruttore (Conan the Destroyer)
  - Michelle Johnson - Quel giorno a Rio (Blame It on Rio)
  - Apollonia Kotero - Purple Rain
  - Andrea Occhipinti - Bolero Extasy (Bolero)
  - Russell Todd - Dove stanno i ragazzi (Where the Boys Are '84)
- 1985: Brigitte Nielsen - Yado (Red Sonja), Rocky IV
  - Ariane Koizumi - L'anno del dragone (Year of the Dragon)
  - Il nuovo Godzilla computerizzato - Il ritorno di Godzilla (Gojira)
  - Julia Nickson-Soul - Rambo 2 - La vendetta (Rambo: First Blood Part II)
  - Kurt Thomas - Gymkata
- 1986: I sei ragazzi e ragazze nel costume da papero - Howard e il destino del mondo (Howard the Duck)
  - Joan Chen - Tai-Pan
  - Mitch Gaylord - Sogno americano (American Anthem)
  - Kristin Scott Thomas - Under the Cherry Moon
  - Brian Thompson - Cobra
- 1987: David Mendenhall - Over the Top
  - Peter e David Paul - I barbari (The Barbarians)
  - Gli Sgorbions (Ali Gator, Greaser Greg, Nat Nerd, Foul Phil, Messy Tessie, Valerie Vomit e Windy Winston) - The Garbage Pail Kids Movie
  - Debra Sandlund - I duri non ballano (Tough Guys Don't Dance)
  - Jim Varney - Ernesto - Guai in campeggio (Ernest Goes to Camp)
- 1988: Ronald McDonald - Il mio amico Mac (Mac and Me)
  - Don, il cavallo parlante - Don, un cavallo per amico (Hot to Trot)
  - Tami Erin - Le nuove avventure di Pippi Calzelunghe (The New Adventures of Pippi Longstocking)
  - Robi Rosa - Salsa
  - Jean-Claude Van Damme - Senza esclusione di colpi (Bloodsport)

### Anni novanta
- 1990: Sofia Coppola - Il padrino - Parte III (The Godfather: Part III)
  - Ingrid Chavez - Graffiti Bridge
  - Leo Damian - I fantasmi non possono farlo (Ghosts Can't Do It)
  - Carré Otis - Orchidea selvaggia (Wild Orchid)
  - Donald Trump - I fantasmi non possono farlo (Ghosts Can't Do It)
- 1991: Vanilla Ice - Cool as Ice
  - Brian Bosworth - Forza d'urto (Stone Cold)
  - Milla Jovovich - Ritorno alla laguna blu (Return to the Blue Lagoon)
  - Brian Krause - Ritorno alla laguna blu (Return to the Blue Lagoon)
  - Kristin Minter - Cool as Ice
- 1992: Pauly Shore - Il mio amico scongelato (Encino Man)
  - Georges Corraface - Cristoforo Colombo - La scoperta (Christopher Columbus: The Discovery)
  - Il taglio militare di Kevin Costner - Guardia del corpo (The Bodyguard)
  - Whitney Houston - Guardia del corpo (The Bodyguard)
  - Il tributo di Sharon Stone a Theodore Cleaver - Basic Instinct
- 1993: Janet Jackson - Poetic Justice
  - Roberto Benigni - Il figlio della Pantera Rosa (Son of the Pink Panther )
  - Mason Gamble - Dennis la minaccia (Dennis the Menace)
  - Norman D. Golden II - Un piedipiatti e mezzo (Cop and a Half)
  - Austin O'Brien - Last Action Hero - L'ultimo grande eroe (Last Action Hero)
- 1994: Anna Nicole Smith - Una pallottola spuntata 33⅓ - L'insulto finale (Naked Gun 33 1/3: The Final Insult)
  - Jim Carrey - Ace Ventura - L'acchiappanimali (Ace Ventura: Pet Detective), Scemo & più scemo (Dumb and Dumber), The Mask
  - Chris Elliott - Crociera fuori programma (Cabin Boy)
  - Chris Isaak - Piccolo Buddha (Little Buddha)
  - Shaquille O'Neal - Blue Chips - Basta vincere (Blue Chips)
- 1995: Elizabeth Berkley - Showgirls
  - Amy il gorilla parlante - Congo
  - David Caruso - Jade, Il bacio della morte (Kiss of Death)
  - Cindy Crawford - Facile preda (Fair Game)
  - Julia Sweeney - It's Pat, Stuart salva la famiglia (Stuart Saves His Family)
- 1996: Pamela Anderson - Barb Wire
  - Beavis e Butt-head - Beavis & Butt-Head alla conquista dell'America (Beavis and Butt-head Do America)
  - Ellen DeGeneres - Mr. Wrong
  - I membri del cast di Friends che vogliono diventare stelle dei film (Jennifer Aniston - Il senso dell'amore (She's the One), Lisa Kudrow - Mamma torno a casa (Mother), Matt LeBlanc - Ed - Un campione per amico (Ed), David Schwimmer - Tre amici, un matrimonio e un funerale (The Pallbearer))
  - La nuova e "seria" Sharon Stone - Diabolique, Difesa ad oltranza - Last Dance (Last Dance)
- 1997: Dennis Rodman - Double Team - Gioco di squadra (Double Team)
  - L'anaconda animatronica - Anaconda
  - Tori Spelling - La casa del sì (The House of Yes), Scream 2
  - Howard Stern - Private Parts
  - Chris Tucker - Il quinto elemento (The Fifth Element), Traffico di diamanti (Money Talks)
- 1998: Joe Eszterhas - Hollywood brucia (An Alan Smithee Film: Burn Hollywood Burn)
- 1998: Jerry Springer - Ringmaster
  - Barney - Barney - La grande avventura (Barney's Great Adventure)
  - Carrot Top - L'inventore pazzo (Chairman of the Board)
  - Spice Girls - Spice Girls - Il film (Spice World)

## Premi speciali

### Peggior esordiente del decennio
- 1989: Pia Zadora - Butterfly - Il sapore del peccato (Butterfly) (1982) e Il prezzo del successo (The Lonely Lady) (1983)
  - Christopher Atkins - Laguna blu (The Blue Lagoon) (1980), Il film pirata (The Pirate Movie) (1982), Nudi in paradiso (A Night in Heaven) (1983) e Doppia verità (Listen to Me) (1989)
  - Madonna - Shanghai Surprise (1986) e Who's That Girl (1987)
  - Prince - Under the Cherry Moon (1986)
  - Diana Scarwid - Mammina cara (Mommie Dearest) (1981) e Strange Invaders (1983)
- 1999: Pauly Shore - Il mio amico scongelato (Encino Man) (1992), Un lavoro da giurato (Jury Duty) (1995), Tonto + Tonto (Bio-Dome) (1996), eccetera
  - Elizabeth Berkley - Showgirls (1995)
  - Jar Jar Binks (doppiato da Ahmed Best) per Star Wars: Episodio I - La minaccia fantasma (Star Wars Episode I: The Phantom Menace) (1999)
  - Sofia Coppola - Il padrino - Parte III (The Godfather Part III) (1990) e Star Wars: Episodio I - La minaccia fantasma (Star Wars Episode I: The Phantom Menace) (1999)
  - Dennis Rodman - Double Team - Gioco di squadra (Double Team) (1997) e Super agente speciale (Simon Sez) (1999)